# Adolf Claus

Historische Diagonalformel für Benzol

Adolf Carl Ludwig Claus (* 6. Juni 1838 in Kassel; † 4. Mai 1900 in Horheim) war ein deutscher Chemiker, der als Erster eine sechseckige Strukturformel mit überkreuzenden Valenzen für das Benzol vorschlug.

## Leben
Seine Eltern waren der Münzwardein Heinrich Claus und Charlotte geb. Richter. Sein Bruder war der Zoologe Carl Claus (1835–1899).
Claus besuchte das Gymnasium in seiner Heimatstadt Kassel und studierte an der Philipps-Universität Marburg zunächst Medizin. 1859 wurde er Mitglied des Corps Teutonia Marburg. Er wechselte als Schüler von Hermann Kolbe zur Chemie und wurde als akademischer Schüler von Friedrich Wöhler promoviert. 1867 wurde er außerordentlicher Professor und 1876 ordentlicher Professor der Chemie und Technologie an der Albert-Ludwigs-Universität Freiburg, deren Dekan er 1881/82 war.
Claus forschte im Bereich der Heterocyclen, vorwiegend über Chinolinderivate sowie kondensierte Ringsysteme wie Naphthalin, Anthracen und Phenanthren. Bei der damaligen Debatte über die Struktur des Benzols verwendete er erstmals eine sechseckige Struktur des Moleküls. Er schlug 1867 eine Diagonalformel vor, in der von den Ringatomen zusätzlich  Brückenbindungen ausgingen.
1900 verstarb er im Alter von 60 Jahren auf seinem Gut in Horheim.

## Schriften
- Theoretische Betrachtungen und deren Anwendungen zur Systematik der organischen Chemie. Freiburg 1866.
- Die Grundzüge der modernen Theorie der organischen Chemie. Freiburg 1871.